# Rodolfo Torres
Pour les articles homonymes, voir Torres.
Torres  Agudelo est un nom espagnol. Le premier nom de famille, en général paternel, est Torres ; le second, en général maternel, souvent omis, est Agudelo.
Rodolfo Andrés Torres Agudelo est un coureur cycliste colombien, né le 21 mars 1987 à Busbanzá (département de Boyacá).

## Repères biographiques
Rodolfo Torres naît en 1987 à Busbanzá, petite municipalité de moins de 1 500 habitants, se situant près de Sogamoso, dans le département de Boyacá. Il est le frère cadet d'une fratrie de six frères. Il hérite de la passion du cyclisme de son frère aîné. Mais tandis que ses frères mettent le cyclisme au second plan au fur et à mesure qu'ils grandissent, Rodolfo persévère. Dès son plus jeune âge, Torres tente d'imiter les plus grands coureurs colombiens et grâce à ses qualités, il obtient le soutien des autorités de son village. Avec l'appui de sa famille, il part pour Bogota et intègre les rangs de la formation Boyacá es Para Vivirla. Il quitte bientôt son pays pour l'Italie et y dispute des compétitions de VTT. Bien que les résultats soient au rendez-vous, il rentre prématurément en Colombie ; l'éloignement d'avec ses proches, la solitude, le froid, etc. l'empêchant de s'acclimater. Il trouve alors refuge chez les équipes "Lotería de Boyacá" puis "Formesán". Mettant en pratique ce qu'il a appris en Europe au niveau de la discipline, de l'entraînement, de l'alimentation et ayant acquis une maturité qui lui faisait défaut, Rodolfo Torres se distingue parmi les autres coureurs colombiens. Et après une bonne saison 2013, il signe avec l'équipe continentale professionnelle Colombia.
Il dispute sa première course avec sa nouvelle formation, en étant aligné au départ du GP de la côte des Étrusques. Il termine treizième, dans le petit peloton qui se dispute la deuxième place, derrière l'homme échappé Simone Ponzi. Lors de l'Étoile de Bessèges, épreuve suivante de son calendrier, il se montre à son avantage. Déjà à l'attaque dans la deuxième étape, il fait partie de l'échappée fleuve du lendemain, mais Torres et ses compagnons sont repris dans les dix derniers kilomètres. Il ne prend pas le départ de la dernière étape, pour ne pas aggraver une tendinite.  
Fin 2014 il prolonge son contrat avec la formation Colombia.
Il commence la saison 2015, lors du  Tour de San Luis. Lors de la deuxième étape de cette course, il prend la deuxième place, après avoir attaqué avec l'Argentin Daniel Díaz à plus de deux kilomètres de l'arrivée avant de se faire distancer par ce dernier sous la flamme rouge. Il termine deuxième du classement général de la course. La disparition de l'équipe continentale professionnelle Colombia en fin de saison le pousse à rejoindre la formation italienne Androni Giocattoli-Sidermec.

## Palmarès
- 2007
  - 2e de la Clásica del Meta
- 2010
  - 7e étape du Tour du Mexique
  - 2e de la Clásica Perla del Fonce
- 2011
  - Clásica de Aguazul :
    - Classement général
    - 2e étape (contre-la-montre)
- 2012
  - Clásica Club Deportivo Boyacá :
    - Classement général
    - 1re étape

  - 3e de la Vuelta a Cundinamarca
- 2013
  - 1re étape de la Vuelta de Santander
  - 2e de la Vuelta al Tolima
  - 3e de la Vuelta de Santander
- 2015
  - 2e du Tour de San Luis
- 2016
  - 2e du Tour de Bihor
- 2017
  - Tour de Bihor :
    - Classement général
    - 2ea étape

  - 3e du Tour de San Juan
- 2018
  - 3e du Tour de San Juan

## Classements mondiaux
| Année            | 2010 | 2011 | 2012 | 2013 | 2013 | 2014 | 2015 | 2016 | 2017 |
| ---------------- | ---- | ---- | ---- | ---- | ---- | ---- | ---- | ---- | ---- |
| UCI America Tour | 248e | 367e | 202e |      |      |      | 25e  | 114e | 30e  |
| UCI Europe Tour  |      |      |      |      |      |      | 242e | 120e | 159e |

## Résultats sur les grands tours

### Tour d'Italie
2 participations
- 2014 : 81e
- 2018 : 59e

### Tour d'Espagne
1 participation
- 2015 : 32e